# Alessandra Mastronardi
Alessandra Carina Mastronardi (née le 18 février 1986 à Naples) est une actrice italienne.

## Biographie

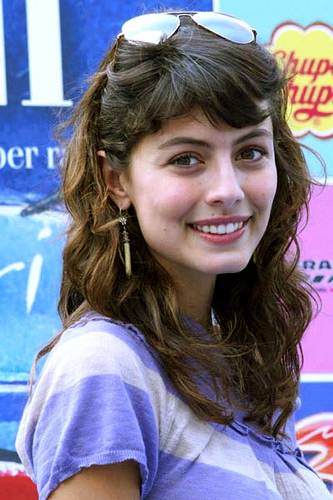
Alessandra Mastronardi en 2008.

Alessandra Mastronardi est née le 18 février 1986 à Naples d'un père originaire d'Agnone, dans la province d'Isernia, et d'une mère originaire de Naples, mais elle a été élevée à Rome après y avoir déménagé à l'âge de cinq ans. Elle a fréquenté un lycée classique, puis l'université Sapienza de Rome où elle  suivi un cours de psychologie puis y a étudié les arts du spectacle.
Alessandra Mastronardi fait ses débuts devant la caméra en 1997 à l'âge de onze ans dans la mini-série Un prete tra noi . En 2005, elle joue aux côtés de Remo Girone (it) et Michele Placido dans le téléfilm Il grande Torino . Sa renommée croissante en Italie l'amene à faire partie du casting de la série télévisée I Cesaroni (it), jouant le rôle d' Eva Cudicini dans 81 épisodes entre 2006 et 2009 et Romanzo criminale. En janvier 2007, elle fait ses débuts au théâtre dans la comédie  La Famille Prozac , réalisée par Marco Costa (it).
Dans les pays germanophones, Alessandra Mastronardi fait connaître grâce à la série en deux parties Pie XII, diffusée sur ARD en novembre 2010  dans laquelle elle a joué le rôle principal féminin de la juive Miriam aux côtés de l'acteur James Cromwell qui joue le pape.
En 2023, elle incarne le rôle principal féminin Franca Vacchi dans l'adaptation en série internationale Un billion de dollars issu du roman Un billion de dollars d'Andreas Eschbach.
Le 8 juillet 2023, Alessandra a épousé le dentiste Gianpaolo Sannino à l'église de Santa Sofia à Anacapri.

## Carrière
Elle incarne Lucrezia Donati, maîtresse de Lorenzo, dans la série Les Médicis : Maîtres de Florence, .
Lors de la Mostra de Venise 2019 elle est maîtresse des cérémonies d'ouverture et de clôture.

## Filmographie

### Cinéma

#### Longs métrages
- 1999 : Il manoscritto di Van Hecken de Nicola De Rinaldo : Anna
- 2005 : La bête dans le cœur (La bestia nel cuore) de Cristina Comencini : Une vendeuse
- 2007 : Prova a volare de Lorenzo Cicconi Massi : Gloria
- 2010 : Pius XII, under the roman Sky (Pie XII, sous le ciel de Rome)
- 2012 : To Rome with Love de Woody Allen : Milly
- 2013 : L'ultima ruota del carro de Giovanni Veronesi : Angela
- 2013 : AmeriQua de Marco Bellone et Giovanni Consonni : Valentina
- 2014 : Amici come noi d'Enrico Lando : Rosa
- 2014 : Ogni maledetto Natale de Mattia Torre, Giacomo Ciarrapico et Luca Vendruscolo : Giulia Colardo
- 2015 : Life d'Anton Corbijn : Pier Angeli
- 2016 : Wrobiony de Piotr Smigasiewicz : Silvia
- 2017 : Lost in Florence d'Evan Oppenheimer : Stefania
- 2018 : Ötzi et le mystère du temps (Ötzi e il mistero del tempo) de Gabriele Pignotta : Gelica
- 2019 : L'agenzia dei bugiardi de Volfango De Biasi : Clio
- 2020 : About Us de Stefan Schwartz : Annie
- 2020 : Si muore solo da vivi d'Alberto Rizzi : Chiara
- 2021 : La donna per me de Marco Martani : Laura
- 2022 : Un talent en or massif (The Unbearable Weight of Massive Talent) de Tom Gormican : Gabriela
- 2022 : Altrimenti ci arrabbiamo de Younuts : Miriam
- 2022 : Con chi viaggi de Younuts : Anna

#### Courts métrages
- 2004 : Cose che si dicono al buio de Marco Costa : Fiammetta
- 2011 : Il fidanzamento di mia madre de Gaia Gorrini : Chiara

### Télévision

#### Séries télévisées
- 1999 : Un prete tra noi : Barbara
- 2001 : Un medico in famiglia : Claudia
- 2006 - 2014 : I Cesaroni : Eva Cudicini
- 2008 - 2010 : Romanzo criminale : Roberta Vannucci
- 2012 : Titanic : De sang et d'acier (Titanic : Blood and Steel) : Sofia Silvestri
- 2014 : Romeo and Juliet (Romeo y Julieta) : Juliet
- 2016 - 2020 : L'allieva : Alice Allevi
- 2017 : Master of None : Francesca
- 2017 : Les Médicis : Maîtres de Florence (Medici: Masters of Florence) :
- 2017 : C'era una volta Studio Uno : Giulia Martini
- 2023 : One Trillion dollars : Franca Vacchi

#### Téléfilms
- 2005 : Il grande Torino de Claudio Bonivento : Rosa
- 2009 : Non smettere di sognare de Roberto Burchielli : Stella
- 2010 : Pie XII, sous le ciel de Rome (Sotto il cielo di Roma) de Christian Duguay : Miriam
- 2011 : Atelier Fontana - Le sorelle della moda de Riccardo Milani : Micol Fontana
- 2012 : La Chartreuse de Parme (La Certosa di Parma) de Cinzia TH Torrini : Clelia Conti
- 2021 : Carla d'Emanuele Imbucci : Carla Fracci

### Jeux vidéos
- 2024 : Indiana Jones et le Cercle ancien : Gina Lombardi